# أندري نيكولايفيتش تيخونوف
أندريه نيكولايفيتش تيخونوف (بالروسية: Андре́й Никола́евич Ти́хонов) هو عالم رياضيات روسي وسوفييتي. مشهور بفضل مساهماته المهمة في الطوبولوجيا والتحليل الدالي والفيزياء الرياضية.

## منشوراته
- نظرية الدوال ذات المتغير المركب من منشورات دار مير,